# Championnat d'Oman de football 2006-2007
Navigation
Saison précédente Saison suivante
La saison 2006-2007 du Championnat d'Oman de football est la trente-et-unième édition de la première division au sultanat d'Oman, l'Oman League. Elle rassemble les douze meilleurs clubs du pays au sein d'une poule unique où ils s'affrontent à deux reprises, à domicile et à l'extérieur. En fin de saison, les deux derniers du classement sont relégués et remplacés par les deux meilleurs clubs de deuxième division.
C'est Al Nahda Club qui remporte le championnat cette saison après avoir terminé en tête du classement final, avec deux points d'avance sur Al Oruba Sur et sept sur Dhofar Club. C'est le tout premier titre de champion d'Oman de l'histoire du club.

## Les clubs participants
| - Sur Club - Bahla Club - Dhofar Club - Saham Club - Promu de D2 - Majees FC - Al Nasr Salalah | - Mascate Club - Al-Seeb Sports Club - Al Oruba Sur - Al-Khabourah SC - Promu de D2 - Al-Tali'aa - Al Nahda Club |

## Compétition
Le barème de points servant à établir le classement se décompose ainsi :
- Victoire : 3 points
- Match nul : 1 point
- Défaite : 0 point

### Classement
| Rang | Équipe              | Pts | J  | G  | N | P  | Bp | Bc | Diff |
| ---- | ------------------- | --- | -- | -- | - | -- | -- | -- | ---- |
| 1    | Al Nahda Club       | 43  | 22 | 12 | 7 | 3  | 35 | 20 | +15  |
| 2    | Al Oruba Sur        | 41  | 22 | 12 | 5 | 5  | 28 | 18 | +10  |
| 3    | Dhofar ClubC        | 36  | 22 | 9  | 9 | 4  | 31 | 22 | +9   |
| 4    | Al Nasr Salalah     | 35  | 22 | 9  | 8 | 5  | 28 | 19 | +9   |
| 5    | Mascate ClubT       | 32  | 22 | 9  | 5 | 8  | 26 | 18 | +8   |
| 6    | Al-Tali'aa          | 32  | 22 | 8  | 8 | 6  | 19 | 17 | +2   |
| 7    | Al-Seeb Sports Club | 30  | 22 | 8  | 6 | 8  | 31 | 29 | +2   |
| 8    | Sur Club            | 29  | 22 | 8  | 5 | 9  | 24 | 25 | -1   |
| 9    | Bahla Club          | 22  | 22 | 6  | 4 | 12 | 24 | 32 | -8   |
| 10   | Al-Khabourah SCP    | 22  | 22 | 5  | 7 | 10 | 15 | 26 | -11  |
| 11   | Majees FC           | 20  | 22 | 5  | 5 | 12 | 16 | 32 | -16  |
| 12   | Saham ClubP         | 17  | 22 | 4  | 5 | 13 | 24 | 43 | -19  |

|  | Qualification pour la Coupe de l'AFC 2008                              |
|  | Qualification pour la Coupe de l'AFC 2007                              |
|  | Qualification pour la Ligue des champions arabes de football 2007-2008 |
|  | Qualification pour la Coupe du golfe des clubs champions 2007          |
|  | Relégation directe en deuxième division                                |
|  | T : Tenant du titre C : Vainqueur de la Coupe d'Oman P : Promu de D2   |

## Bilan de la saison
| Championnat d'Oman de football 2006-2007                        |                           |
| Champion                                                        | Al Nahda Club (1er titre) |
| Coupes et trophées                                              |                           |
| Vainqueur de la Coupe d'Oman 2006-2007                          | Dhofar Club               |
| Qualifications continentales                                    |                           |
| Coupe de l'AFC 2008                                             | Al Nahda Club             |
| Coupe de l'AFC 2007                                             | Dhofar Club               |
| Ligue des champions arabes de football 2007-2008                | Al Oruba Sur              |
| Coupe du golfe des clubs champions 2007                         | Al Nasr Salalah           |
| Coupe du golfe des clubs champions 2007                         | Mascate Club              |
| Promotions et relégations                                       |                           |
| Promus en Oman League                                           | Oman Club                 |
| Promus en Oman League                                           | Al Wahda Mascate          |
| Relégués en Championnat d'Oman de football de deuxième division | Majees FC                 |
| Relégués en Championnat d'Oman de football de deuxième division | Saham Club                |